# Пианомания
«Пианомания» (нем. Pianomania − Die Suche nach dem perfekten Klang) — документальный фильм немецких режиссёров Роберта Цибиса и Лилиан Франк о работе одного из самых лучших настройщиков пианино Штефане Кнюпфере 2009/2010 года. Сотрудничество с музыкантами мирового уровня, такими как Лан Лан, Альфред Брендель и Пьер-Лоран Аймард, и ложатся в основу фильма.
Фильм был продуцирован в Австрии и Германии фирмами OVAL Filmemacher Архивная копия от 21 сентября 2017 на Wayback Machine и WildArt Film Архивная копия от 25 января 2021 на Wayback Machine.
Релиз фильма в Германии состоялся 9-го сентября 2010 года.
До этого фильм принял участие во многих фестивалях и конкурсах.

## Сюжет
Главный герой фильма: Штефан Кнюпфер, настройщик пианино фирмы «Steinway & Sons» помогает своим знаменитым клиентам — лучшим пианистам мира найти подходящий им по звучанию инструмент для выступлений и записей.
В центре сюжета стоит продолжавшаяся год работа с пианистом Пьером-Лораном Эмаром, который готовится для записи «Искусства фуги» И. С. Баха. «Искусство фуги» Баха. Подготовку пианист начинает с подбора идеального пианино, а значит — с работы с Кнюпфером. Главный герой фильма «Пианомания» решает собственноручно исследовать музыкальные инструменты времен Баха. Но волею судьбы необходимое гранд пианино № 109 было продано несколько месяцев тому и вывезено Австралию. И это далеко не единственное препятствие, которое встречается на пути настройщика и его клиента. Кнюпфер и Эмар встречаются часто, тестируют, настраивают, играют и спорят. Когда напряжение становится особенно ощутимым, Кнюпфер разряжает ситуацию шутками.
Однажды в офисе настройщика появляется несколько сонный музыкант, одетый в джинсы и кеды. Это звезда мирового уровня — Лан Лан, который в ближайшие дни дает концерт в австрийской «Viennese», но его инструмент звучит недостаточно безупречно. Невероятно напряженный график не позволяет музыканту появляться часто у Кнюпфера, но настройщику удается найти идеальное пианино для Лан Лана и публика встречает тысячей «браво» выступление виртуоза.
Один из последних концертов Альфреда Бренделя, музыканта с мировым именем, проходит во время Grafenegg Music Festival. И здесь Кнюпфер прекрасно справляется с задачей и идеально готовит к выступлению пианиста его инструмент. Шарма этому сотрудничеству добавляют шутки и взаимопонимание между настройщиком и его клиентом.
В каждом из описанных случаев Кнюпфер пытается получить от инструмента идеальное, индивидуальное для каждого исполнителя звучание. И, как становится понятно после просмотра фильма, ему это удается.

## Технические аспекты
Для того, чтобы получить идеальное звучание, безупречно записать каждую из сцен было приложено немало усилий. Все сцены были записаны с помощью Dolby Surround качества и на более чем 90 отдельных звуковых дорожек.

## Съёмочная группа
- Режиссёр-постановщик: Лилиан Франк и Роберт Цибис
- Автор сценария: Лилиан Франк и Роберт Цибис
- Оператор-постановщик: Роберт Цибис и Ежи Палач
- Продюсер: Роберт Цибис, Лилиан Франк, Винсан Лукассен и Хавьера Техерина
- Композитор: Маттиас Пече
- Монтаж: Мишель Барбин

## Признание
Фильм участвовал во многих интернациональных кинофестивалях и конкурсах. В том числе и в 32-м Московском международным кинофестивале.
В 2009 году «Пианомания» выиграла приз жюри на Кинофестивале в Локарно, получила премию за самый лучший монтаж на фестивале австрийских фильмов «Диагонале» и была номинирована на премию «лучший документальный фильм» европейской академии кино.
В 2010 году фильм получил премию «Golden Gate Award» на фестивале в Сан-Франциско и почетный приз на фестивале «Eurodok 2010» в Норвегии.
Кроме того фильм получил предикат «особенно ценный» пункта оценки фильмов Висбадена, Германия.

### Участие в международных фестивалях 2010
- The Magnificent 7, Сербия
- Internationales Filmwochenende Würzburg, Германия
- Göteborg International Film Festival, Швеция
- Internationale Filmfestspiele Berlin (Berlinale), Германия
- Jameson Dublin IFF, Ирландия
- Zagrebdox, Хорватия
- Sofia International Film Festival, Болгария
- 34th Hong Kong International Film Festival, Китай
- Macau International Film Festival, Китай
- BAFICI — Festival International de Cinema Independiente Buenos Aires, Аргентина
- St. Paul International Film Festival Minneapolis, США
- Doc Outlook-Market, Швейцария
- San Francisco International Festival, США
- DOK.Fest München, Германия
- Planet Doc Review Film Festival, Польша
- Moscow International Film Festival, Россия
- Melbourne International Film Festival, Австралия
- New Zealand International Film Festival, Нова Зеландия
- Semana de Cine Aleman in Cinemateca Nacional Mexico City, Мексика
- Austrian Cultural Forum in Washington DC, США
- Flickers — Rhode Island International Film Festival, США
- Jecheon International Music & Film Festival, Южная Корея
- Ghent Film Festival, Бельгия
- Berlin & Beyond Festival San Francisco, США
- Golden Horse Film Festival, Тайвань
- Canberra Film Festival, Австралия
- St. George Brisbane International Film Festival, Австралия
- PIANO-PAM! Internationales Festival für Neue Klaviermusik Uster, Швейцария
- IDOCS International Documentary Forum Beijing, Китай

### Участие в международных фестивалях 2009
- International Documentary Film Festival (IDFA), Голландия
- Max-Ophüls-Preis, Германия
- Kinofest Lünen, Германия
- International Hof Film Days, Германия
- Unerhört Hamburg, Германия
- Diagonale, Австрия
- Cork Festival, Ирландия
- Locarno International Film Festival, Швейцария
- Zurich Film Festival, Швейцария
- Valladolid International Film Festival, Испания
- Sheffield Doc/Fest, Великая Британия
- SoNoRo Bucharest, Румыния

## Музыка использованная в фильме
- Béla Bartók — Klavierkonzert Nr. 2, Sz 95 (Венский Симфонический оркестр Дирижёр — Пьер-Лоран Аймард)
- Robert Schumann — Fantasie C-dur, op. 17 (Лан-Лан, пианино)
- Wolfgang Amadeus Mozart — Sonate Nr. 13 (Лан-Лан, пианино)
- Franz Liszt — Ungarische Rhapsodie Nr. 6 (Лан-Лан, пианино)
- Jan Pieterszoon Sweelinck — Mein junges Leben hat ein End (Ингомар Райне, клавикорд)
- Jan Pieterszoon Sweelinck — Baletto del Granduca (Інгомар Райне, цимбалы)
- Ludwig van Beethoven — Klavierkonzert Nr. 3, op. 37 (Тил Фэлнер)
- Maurice Ravel — «Ondine», Gaspard de la nuit (Тил Фэлнер)
- Johannes Brahms — Sommerabend, op. 85 (Heinrich Heine, текст — Юлиус Дрэйк, пианино — Ян Бостридч, тенор)
- Joseph Haydn — Sonate, Hob. XVI: 20 (Алфред Брендел, пианино)
- Franz Schubert — «Impromptu» Nr. 1, op. 142 (Алфред Брендел, пианино)
- Ludwig van Beethoven — Sonate Nr. 31, op. 110, 3. Satz (Fuga. Allegro ma non troppo) (Алфред Брендел, пианино)
- Thomas Koschat — Schneewalzer (Стефан Кнюпфен тонирует 109 гранд пианино во время Styriarte Festival)
- Wolfgang Amadeus Mozart — Klavierkonzert Nr. 13, KV 415 (Chamber Orchestra of Europe — Пьер-Лоран Аймард, пианино и дирижёр)
- Frédéric Chopin — Prelude, op. 45 (клиент покупает гранд пианино № 109)
- Erik Satie — Gymnopédie (Ричард Хуунгки Джо, пианино)
- Ludwig van Beethoven — Für Elise (Скетч с «A Little Nightmare Music»: Ричард Хуунгки Джо, пианино — Олексей Игудсманб виолончель)
- Johann Sebastian Bach — Die Kunst der Fuge, BWV 1080 (Пьер-Лоран Аймард, пианино)
- Sergei W. Rachmaninoff — Rhapsodie über ein Thema von Paganini fur Klavier und Orchester, op. 43 (Рудольф Бухбиндер, пианино)
- Elliott Carter — Caténaires (Пьер-Лоран Аймард)